# Paul Cinquevalli
Paul Cinquevalli (* 30. Juni 1859 in Lissa; † 14. Juli 1918 in London) war ein deutscher Jongleur. Sein bürgerlicher Name lautete dem Cambridge Guide to Theatre zufolge Paul Kestner, andere Quellen geben Paul Braun-Lehmann und Emile Otto Lehmann-Braun an.

## Leben
Cinquevalli wurde in Lissa (heute polnisch Leszno) geboren, seine Eltern zogen jedoch mit ihm nach Berlin, als er zwei Jahre alt war. Mit vierzehn schloss er sich gegen den Willen seines Vaters einer Akrobatentruppe an, die von dem italienischen Artisten Giuseppe Chiese-Cinquevalli geleitet wurde. Anfangs war er am Hochseil und am Trapez tätig; als ein schwerer Sturz dem ein Ende setzte, stieg er aufs Jonglieren um. 1885 trat er zum ersten Mal in England auf, wo er einen großen Erfolg feierte und sich daraufhin in London niederließ. Er erlangte die britische Staatsbürgerschaft, trat jedoch weiterhin in ganz Europa und Amerika auf. Nachdem er als gebürtiger Deutscher während des Ersten Weltkriegs in England zunehmende Ablehnung erfahren hatte, starb er 1918 desillusioniert in London.

## Bedeutung
Obwohl er in einem stilisierten Trikot auftrat, wird Cinquevalli für gewöhnlich als der erste Gentleman-Jongleur angesehen, weil er mit Alltagsgegenständen wie Flaschen, Tellern, Gläsern und Regenschirmen jonglierte. Einer der Tricks, die auf ihn zurückgehen und heute immer noch gezeigt werden, war es, eine volle Wasserflasche, einen Regenschirm und einen Hut in die Luft zu werfen, den Hut mit dem Kopf aufzufangen und die (mit einem Papier verklebte) Flasche mit der Spitze des Schirms, welchen er gleichzeitig aufspannte, aufzustechen, sodass das Wasser aus der Flasche floss, während er selbst trocken blieb.
Cinquevalli war auch im Bereich der Kraftjonglage aktiv. Eines seiner Markenzeichen war, einen Stuhl, auf dem sein Assistent saß und Zeitung las, mit den Zähnen hochzuheben und gleichzeitig mit drei Bällen zu jonglieren.